# إعدام فرعون
إعدام فرعون (بالفارسية: اعدام فرعون؛ أو كما جاء خطأ في بعض الأوساط الإعلامية «اغتيال الفرعون» التي تقابل بالفارسية: "تِرُور فرعون") هو فيلم وثائقي من إنتاج لجنة تكريم شهداء الحركة الإسلامية العالمية الإيرانية.
يتناول الفيلم عملية اغتيال الرئيس المصري السابق محمد أنور السادات، ويدين فيها سياسة الرئيس السادات ويؤيد عملية الاغتيال. الأمر الذي عرّض الفيلم لانتقادات واسعة من وسائل الإعلام والصحف المصرية والسينمائيين والفنانين المصريين. يمتد الفيلم لإثنين وستين دقيقة، وهو باللغة العربية مع ترجمة نصية بالفارسية.
أجريت تحقيقات في إيران حول الفيلم، وجاءت نتائج التحقيق لتؤكد بأن الفيلم لم يكن من إنتاج إيراني في الأساس، بل أنه مأخوذ من فيلم وثائقي أنتجته وأذاعته قناة الجزيرة، فيلم الجزيرة كان جزءًا من سلسلة أفلام وثائقية لبرنامج بعنوان «الجريمة السياسية»، فتحت قناة الجزيرة تحقيقًا حول الفيلم، واعتبرت الفيلم «جريمة إعلامية وسرقة وتشويهاً» للبرنامج الذي أنتجته.

## وصف الفيلم

لقطة شاشة في بداية الفيلم تحمل نصًا بالفارسية، ترجمته: "مقدم لروح الشهيد نقيب خالد أحمد شوقي الإسلامبولي وأصدقائه الشهداء".

### المضمون

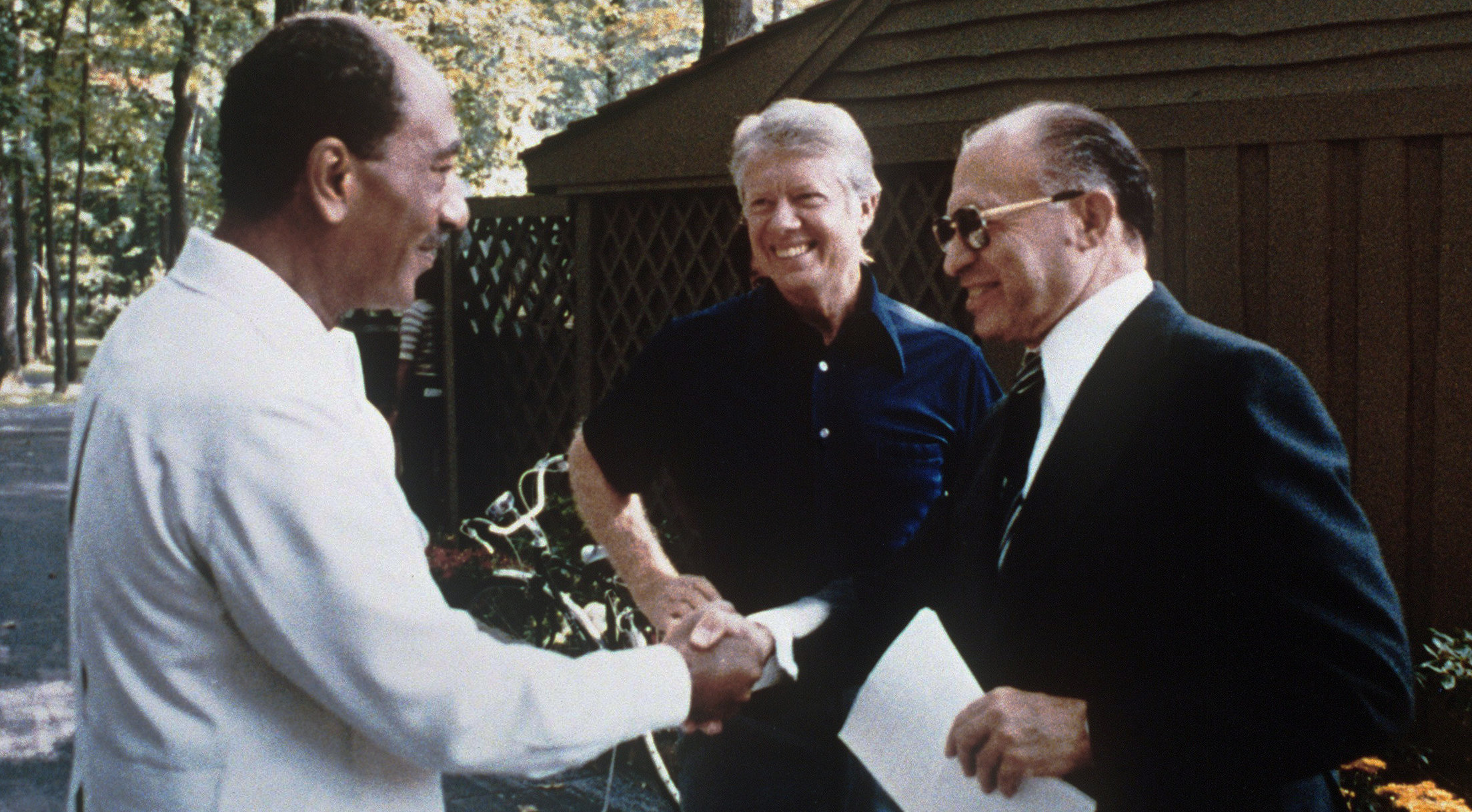
الرئيس أنور السادات ومناحيم بيجن يتصافحان في حضور الرئيس الأمريكي جيمي كارتر.

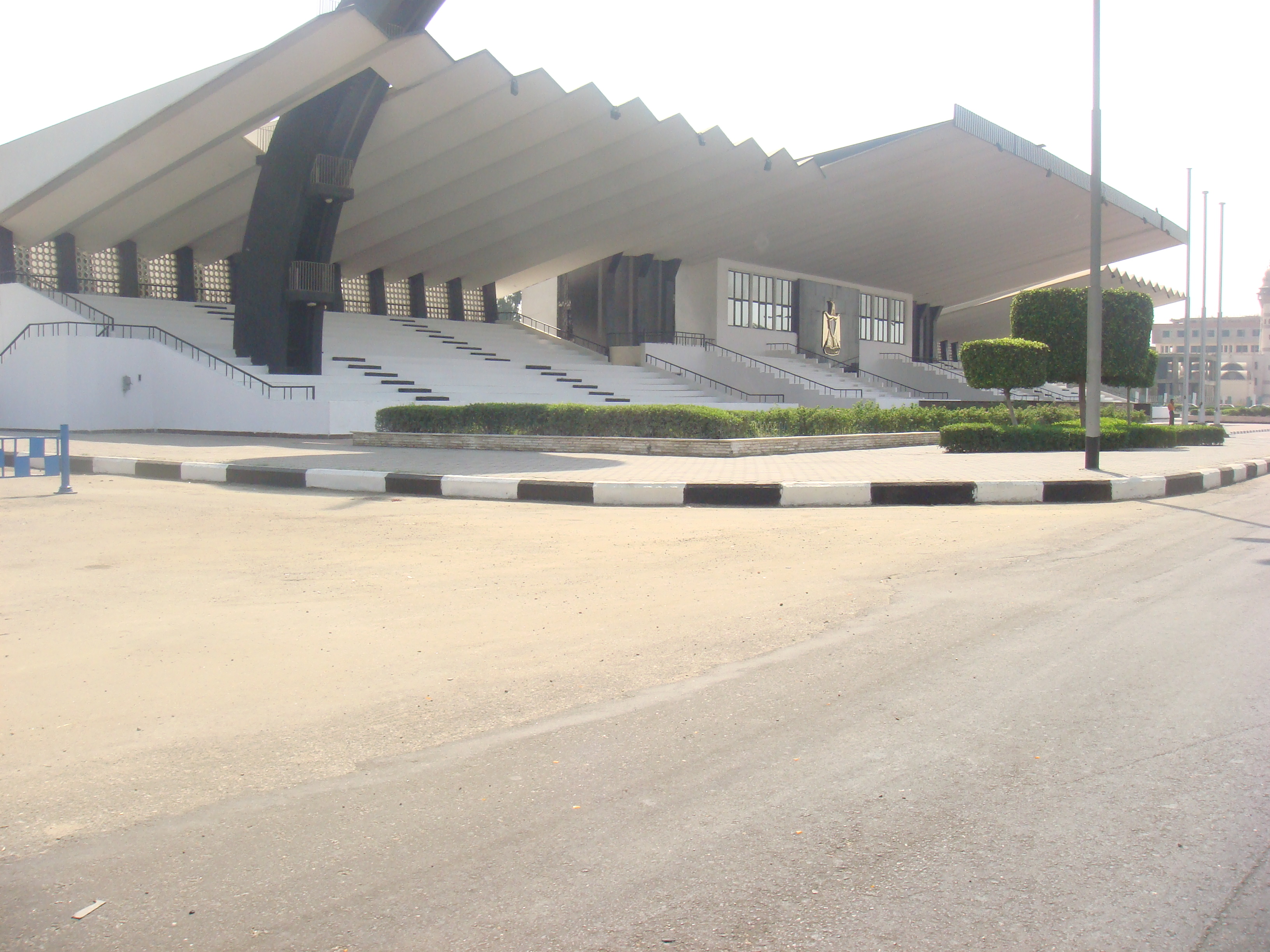
منصة 6 أكتوبر حيث قُتل الرئيس المصري السابق، أنور السادات.

استند الفيلم على مجموعة من اللقطات الأرشيفية، من ضمنها وبصورة رئيسية عملية اغتيال الرئيس السادات نفسها أثناء العرض العسكري، وتوقيع اتفاقية كامب ديفيد في الولايات المتحدة الأمريكية بين الرئيس المصري أنور السادات والرئيس الإسرائيلي مناحيم بيغن بحضور الرئيس جيمي كارتر. وبعضًا من خطب الرئيس الراحل. كما تضمن الفيلم مقابلات تلفزيونية منها ما أنتج خصيصًا للفيلم ومنها لقاءات أرشيفية لمن وصفوا بالخبراء السياسيين والأمنيين. والمحوران الرئيسيان اللذان أثارا حفيظة بعض الأوساط في مصر كان أولهما أن الفيلم يتهم الرئيس المصري بالخيانة لتوقيعه اتفاقية كامب ديفيد، حيث جاء في الفيلم أن سبب اغتيال السادات هو «توقيع الرئيس الخائن على اتفاقية كامب ديفيد الحقيرة» والمحور الثاني يمجد قتلته خالد الإسلامبولي وعطا طايل وعبد الحميد عبد السلام ويصفهم بالشهداء. وقد عرض الفيلم على هامش احتفالية اللجنة العالية لتكريم شهداء النهضة الإسلامية في إيران. وقد سمي الفيلم بهذا الاسم اقتباسًا من العبارة التي ذكرها الإسلامبولي حين اتجه لقتل السادات حيث قال: «الموت لفرعون».

### شخصيات استشهد بها الفيلم
- جيهان السادات (قرينة أنور السادات)[9]
- مصطفى خليل (رئيس وزراء مصر الأسبق)[9]
- النبوي إسماعيل (وزير داخلية مصر الأسبق)[9]
- أبو العلا ماضي (قيادي سابق في الجماعة الإسلامية في مصر)[9]
- فؤاد علام (رئيس مباحث أمن الدولة المصري الأسبق)[9]

فروز رجائي فر رئيسة مؤسسة تكريم شهداء الثورة الإسلامية قالت: «أن المؤسسة أنتجت الكثير من الأفلام المتعلقة بالأبطال الذين قاموا بتنفيذ عمليات استشهادية في فلسطين، مشيرة إلى أن الفيلم استند إلى وثائق تم أخذها من قناة الجزيرة الفضائية ومن مصادر أمريكية».

## قناة الجزيرة
لاحقًا أجريت تحقيقات في إيران حول الفيلم، وصرح المسئول الإعلامي في مكتب رعاية المصالح الإيرانية بالقاهرة بأن الفيلم مأخوذ أساسًا من فيلم وثائقي يعود لقناة الجزيرة الفضائية. وعليه بدأت قناة الجزيرة تحقيقًا حول تسرب مقاطع من برنامجها الوثائقي للجمعية الإيرانية. البرنامج المشار إليه هو برنامج "الجريمة السياسية" مدته ساعتان ويضم آراء محللين وشهود على العصر وحادثة الاغتيال. اعتبرت الجزيرة أن ما قامت به الجمعية الإيرانية هو «جريمة إعلامية» وانتهاكًا صارخًا لحقوق الملكية الفكرية. وقال تامر محسن مخرج برنامج «الجريمة السياسية» أنه حينما شاهد «إعدام الفرعون» اتضح له أن الغالبية العظمى من اللقطات مأخوذة من برنامجه، لكن تم استخدامها في فيلم لم يظهر بالمضمون الذي قدمه هو، وقد نوه إلى أن الفيلم يتضمن لقطات لم تكن موجودة في فيلمه، كما تم حذف الكثير من اللقطات الواردة في البرنامج الذي أنتجه هو. هذه اللقطات تظهر ندم أعضاء من الجماعة الإسلامية التي نفذت عملية اغتيال السادات.
وعلى أثر هذه التصريحات، أصدرت قناة الجزيرة بيانًا في 6 أغسطس 2008 جاء فيه أن فيلم «إعدام الفرعون» لا يمت إلى القناة بأي صلة. وقالت الجزيرة أيضًا أن «إعدام الفرعون» هو تحريف وتشويه لبرنامج اغتيال السادات الذي أذاعته القناة على مدار ثلاث سنوات ماضية، وقد لاقى استحسان الجمهور لحرفيته العالية، ولم يثر أي اعتراضات حسب ما جاء في بيان القناة، وذكرت القناة أيضًا أن الفيلم تم اختصاره للنصف وأعيد تحريره، وظهرت عليه كتابات تحمل دعاية سياسية لم تكن موجودة في فيلم «اغتيال السادات» الذي أنتجته.
تحدث المخرج تامر محسن عن الفيلم الوثائقي الذي أخرجه وعرض على قناة الجزيرة لأول مرة في العام 2006 في ذكرى اغتيال السادات. ويقول المخرج أنه لم يتم حذف أي مشهد أو حتى لقطة من الفيلم، وتم عرضه كاملاً على جزأين، وأنه لم يعلم أن فيلمه تم استخدامه في فيلم «إعدام الفرعون» إلا بعد أن «شاهده بعض أصدقائي على موقع اليوتيوب وأخبروني أن الفيلم مقتبس من فيلمي» على حد قوله.

## رد الفعل المصري

### رد الفعل الرسمي
في بيان لوزارة الخارجية المصرية جاء أن مساعد وزير الخارجية للشئون الآسيوية السفير «تامر خليل» التقى برئيس مكتب رعاية المصالح الإيرانية في القاهرة، وقد أكد للدبلوماسي الإيراني أن: «هذا الفيلم يسيء إلى العلاقات بين البلدين، وأن مثل هذه الأمور لا تصح ولا تدل بأي شكل على أن إيران تتفهم الحساسيات المصرية، وبالتالي فإن هذا الفيلم يؤثر على أي تطور إيجابي للعلاقات المصرية – الإيرانية».
وقال وزير الخارجية المصرية أحمد أبو الغيط: «إننا ندين هذا الفيلم بأقصى لهجة ممكنة» وأضاف: «في ما يتعلق بالفيلم، فحقيقة القول أنه أمر حزين أن يسمح مجتمع إسلامي أن تتم مهاجمة هذا الزعيم الوطني المصري الكبير».
وفي جلسة لمجلس الشعب المصري يوم 10 يوليو 2008، تم التأكيد على أن: «إنتاج فيلم يسيء إلى مصر وزعمائها يعد تصرفًا غير مسؤول ويتنافى تماما مع أبسط القواعد الدبلوماسية وحسن الجوار والعرف الدولي». وقال رئيس مجلس الشورى المصري صفوت الشريف في بيان له أن «من شأن وقف عرض الفيلم إثبات حسن النية من الجانب الإيراني في محاولاته لإعادة العلاقات الطبيعية مع مصر.»
وفي جلسة أخرى لمجلس الشعب المصري يوم 13 يوليو 2008، دعا المجلس إلى منع عرض الفيلم في جميع وسائل الإعلام الرسمية وغير الرسمية باعتباره يسيء إلى سيرة أنور السادات، وجاء في بيان للمجلس: «إن أقوال إيران "أن الفيلم لا يمثل الموقف الرسمي لا يمكن قبوله بسهولة لأن هناك خلطًا دائمًا بين المواقف الرسمية وغير الرسمية في طهران ولا يوجد لدى إيران ما يمكن أن تفخر به في مجال حرية التعبير».
وقد قرر الاتحاد المصري لكرة القدم إلغاء مباراة ودية كانت مقررة بين المنتخبين الوطنيين المصري والإيراني في 20 أغسطس، 2008. وصرح رئيس الاتحاد سمير زاهر بأنه كان على اتصال بوزارة الخارجية المصرية طوال عشرة أيام للبحث في المسألة، إلى أن تم الحسم بإلغاء المباراة.
وقد قررت مصر خفض مستوى تمثيلها في اجتماع وزراء خارجية حركة عدم الانحياز الذي انعقد في طهران، خلال الفترة من 26 إلى 30 يوليو 2008. حيث مثلت مصر في الاجتماع السفيرة نائلة جبر مساعدة وزير الخارجية للعلاقات السياسية الدولية متعددة الأطراف. الأمر الذي فسر على أنه أتى استمرارا لرد الفعل المصري ضد الفيلم.

### الأزهر
عقد مجمع البحوث الإسلامية بالأزهر الشريف اجتماعًا طارئًا لبحث مسألة الفيلم. وقد صدر عنه بيان يوم الاثنين 14 يوليو 2008 جاء فيه وصفًا لمن أنتجوا الفيلم بأنهم: «فئة ضالة مضلة من إيران أنتجت فيلمًا قبيحًا فيه إساءات بالغة عن الرئيس الشهيد محمد أنور السادات، وفيه تمجيد للذين اغتالوه خيانة وغدرًا وفسوقًا وكفرًا» ولاحقًا رفض شيخ الأزهر محمد سيد طنطاوي دعوة وجهها له دبلوماسيون إيرانيون لزيارة إيران بهدف الحد من التوتر بين البلدين، وقد طالب شيخ الأزهر السلطات الإيرانية باتخاذ مواقف عملية لإثبات صحة موقفها الرسمي، منها تغيير اسم الشارع الذي يحمل اسم الإسلامبولي في طهران. وقال أيضًا: «على الرغم من سعينا للتقريب بين المذاهب الإسلامية وخاصة السنة والشيعة، إلا أن طهران تسعى بإنتاجها فيلم "إعدام الفرعون" إلى تقويض هذا التقريب وخلق المزيد من الضغائن والاحتقانات من خلال إنتاجها لهذا الفيلم الذي أنتجته "فئة إيرانية ضالة».
وكانت إيران قد طلبت إقامة فرع للأزهر الشريف في طهران، ولكن شيخ الأزهر رفض هذا الطلب، وصرح: «كنا على صلة طيبة مع طهران، لكن عندما بثت جهات إيرانية فيلم "إعدام فرعون" اتخذنا موقفًا لا رجوع فيه، وهو إنه إذا لم يحرق هذا الفيلم ففراق بيننا وبينهم إلى الممات».
انتقدت جبهة علماء الأزهر تصريحات مجمع البحوث الإسلامية التابع للأزهر القائلة «بحرق إعدام الفرعون» وعارضت ما وصفته «استخدام المؤسسات الدينية وتطويعها لخدمة الأهواء السياسية».

### دعاوى قضائية
رفعت رقية السادات ابنة أنور السادات دعوى أمام محكمة القضاء الإداري تطالب فيها بإصدار قرار بمنع عرض الفيلم في مصر وفي جميع وسائل الإعلام على مختلف أنواعها، ورفعت أيضًا دعوى سب وقذف أمام محكمة جنح عابدين ضد مخرجة الفيلم والرئيس الإيراني أحمدي نجاد وقد وجهت إنذارًا إلى الرئيس الإيراني أحمدي نجاد تطالبه بوقف عرض الفيلم. وطالبت - حسب مصادر - بتعويضات قدرها نصف مليار دولار. وقد كان من المقرر أن تنظر محكمة جنح عابدين في الدعوى التي أقامتها رقية السادات في 30 أكتوبر 2008، أجلت دعوى السب والقذف إلى 30 نوفمبر 2008 لعدم الاختصاص الرقمي. وفي جلسة 30 نوفمبر، رفضت الدعوى في شقيها المدني والجنائي، وجاء في أسباب الحكم أنه كان يتوجب اتخاذ الإجراءات القانونية عبر النيابة العامة؛ حيث أن واقعة السب والقذف قد حدثت خارج البلاد. وقال محامي رقية السادات أن الحكم لم يكن صحيحًا من وجهة نظر القانون، إذ أن الفيلم قد عرض على مواقع الإنترنت، وشاهده العديد من المصريين، وبهذا تحققت جريمة السب والقذف على الأراضي المصرية، وبهذا يتحقق الاختصاص للمحاكم المصرية على حد قوله، وقال أيضًا أنه سيتم تقديم مذكرة استئناف لمحكمة النيابة العامة، وسيتم الطعن باستئناف الدعوى المدنية التي أقامتها رقية السادات بطلب تعويضات مادية. واستأنفت دعوى السب والقذف في 21 يناير 2009 أمام محكمة جنح مستأنف عابدين. وقد تقرر تأجيل النظر في دعوى منع عرض الفيلم إلى 25 نوفمبر، ثم أجلت مجددًا إلى 2 ديسمبر 2008؛ للاطلاع وتقديم مذكرات بحسب ما ذكرت المصادر. وفي جلسة 2 ديسمبر، قررت محكمة القضاء الإداري تأجيل النظر في الدعوى إلى 16 من الشهر نفسه، للاطلاع وتقديم مستندات. وقد أعلنت جيهان السادات عن استيائها من الخطوة التي اتخذتها رقية السادات، حيث قالت أنه لا يجب أن يتاجر أحد باسم السادات. لكنها قالت عن الفيلم الإيراني أنها تترفع عن كل هذه «السخافات والأحقاد».

### سينما وتلفاز
عرضت مقتطفات من الفيلم الإيراني على قناة الحوار الفضائية ضمن حلقة برنامج حواري، وقد وصف المشاركون الفيلم بأنه «فيلم مصري مترجم للفارسية» وأنه لا يزيد عن كونه إعادة لمقتطفات تم تجميعها من حلقات حول ملابسات اغتيال السادات عرضت في قنوات فضائية عربية في السنوات الماضية.
وقد أعلن محمد حسن الألفي رئيس تحرير جريدة الوطني اليوم المقربة من الحزب الوطني المصري الحاكم في مصر عن عزمه إنتاج فيلم بعنوان «الخميني إمام الدم» يصور قصة الصعود السياسي للخميني؛ وتحدث موقع مصراوي عن تخصيص 20 مليون جنيه لإنتاج الفيلم وأن مخرجه سيكون محمد فاضل (مخرج).
وقد صرح ممدوح الليثي نقيب السينمائيين المصريين إلى أنه بصدد إنتاج فيلم روائي طويل عن حياة آية الله الخميني، وقال أن الفيلم ليس له علاقة بفيلم «الخميني إمام الدم» وأنه سيقدم: «فيلما يتميز بقدر كبير من الموضوعية، وليس كما فعلوا في فيلم "إعدام الفرعون" الذي يقدم السادات على أنه خائن».
وفي تداعيات أخرى لفيلم «إعدام الفرعون» على الساحة الإعلامية، رفعت دعوى قضائية ضد وزيرة القوى العاملة المصرية عائشة عبد الهادي لأنها سمحت بمشاركة أربع خبراء تجميل إيرانيين في مسلسل عن الرئيس المصري الأسبق جمال عبد الناصر. رفع الدعوة خبير التجميل المصري محمد عشوب، والسبب كما قال هو أن «هذا الإجراء قد يؤثر على الأمن القومي المصري» ذلك «لقدرة هؤلاء الأشخاص على تغيير ملامح أي شخص». وقد علقت رقية السادات على هذا الأمر، إذ قالت أنه لا يحق لأربعة إيرانيين اشتركوا في الإساءة لرمز من رموز مصر، أن يشاركوا في عمل درامي كبير عن عبد الناصر، رغم وجود كفاءات وطنية قادرة.

### قناة العالم
فيما يعتقد أنه متعلق بالأزمة التي سببها الفيلم للعلاقات المصرية الإيرانية، قامت السلطات الأمنية المصرية في 24 يوليو 2008 بمداهمة مكتب قناة العالم الإيرانية والناطقة بالعربية في القاهرة لأنها لا تملك التراخيص المطلوبة بحسب المصادر الأمنية المصرية كما قامت بمصادرة بعض الأجهزة والتحقيق مع العاملين بالقناة. ونفى أحمد السيوفي مدير مكتب القناة في القاهرة وجود أي علاقة بين قناة العالم وفيلم «اغتيال الفرعون». وأيضًا نفى مدير مكتب القناة الإيرانية إغلاق المكتب، مشيرًا إلى أن المشاورات مع الحكومة المصرية لا تزال جارية للحيلولة دون إغلاق مكتب القناة.

## موقف إيران
قال مسئول بالقسم الإعلامي بمكتب رعاية المصالح الإيرانية بالقاهرة أن الفيلم «لا يعبر عن الموقف الرسمي للجمهورية الإيرانية الإسلامية، بل هذه التصرفات يفعلها أشخاص يتصرفون من تلقاء أنفسهم، ونحن نأسف لما نقل في هذا المجال». وجاء على لسان مسئول بوزارة الخارجية الإيرانية أن الفيلم لا يعبر عن وجهة نظر الحكومة الإيرانية، وقد نوه إلى أن الفيلم من إنتاج هيئة غير حكومية، مما يعني أن الموضوعات التي يتناولها الفيلم لا تعبر بشكلٍ أو بآخر عن موقف حكومة إيران. وأكد الكلام نفسه محمد حسين صفار وزير الإعلام والإرشاد الإسلامي.

متظاهرون أمام مقر البعثة الدبلوماسية المصرية في طهران تأييدا للفيلم.

في يوم الثلاثاء الموافق 5 أغسطس 2008 نقلت وسائل الإعلام تصريحات لكريم عزيزي المستشار الإعلامي بمكتب رعاية المصالح الإيرانية في القاهرة. جاء فيها أن وزارة الثقافة الإيرانية قد أجرت تحقيقات عن إعدام الفرعون وتوصلت إلى أن الفيلم مأخوذ أساسًا من فيلم وثائقي أنتجته قناة الجزيرة القطرية. وقد أضاف عزيزي أن جمعية تكريم شهداء الإسلام الإيرانية قد استغلت هذا الفيلم الوثائقي وترجمته إلى الفارسية ووزعته على أسطوانات وقد استبدلت شعار الجزيرة بشعار الجمعية. وأيضا بيّن المسئول الإيراني أن التحقيقات التي أجرتها الوزارة الإيرانية توصلت إلى حقيقة الفيلم بعد اعتراف أعضاء من مجموعة «تكريم شهداء الإسلام». وأيضًا أشار كرم عزيزي إلى أن الفيلم غير رسمي وأنه لم يمنح تصاريح توزيع أو نسخ من وزارة الثقافة الإيرانية ولذلك فهو غير شرعي وغير قانوني حسب قوله.
وقد صرح كريم عزيزي لصحيفة المصري اليوم بأنه يعتقد أن المشكلة التي أثارها الفيلم قد انتهت بعد أن تم الإعلان أن الفيلم ليس من إنتاج إيراني، وقد قال أن كل ما فعلته جمعية شهداء الإسلام هو ترجمة الفيلم إلى الفارسية وتغيير اسمه. وأيضًا قال أن «وسائل الإعلام المصرية توقفت عن إثارة الموضوع بعد أن تعرضت كثير من الأقلام بالنقد والشتائم لإيران رغم أنهم لم يشاهدوا الفيلم أصلًا».
وفي وقت لاحق، أغلقت السلطات الإيرانية موقع الويب التابع للجنة تكريم شهداء الحركة الإسلامية العالمية. وذكرت وسائل الإعلام أن الإغلاق جاء نتيجة للتوتر في العلاقات المصرية الإيرانية الذي سببه الفيلم الذي أنتجته هذه المؤسسة.
وقد جرت مظاهرات مؤيدة للفيلم أمام مقر البعثة الدبلوماسية المصرية في العاصمة الإيرانية طهران. وقد قامت لاحقًا أمام مقر البعثة عدة مظاهرات تنديدا بإغلاق مصر لمعبر رفح وما يقول المتظاهرون أنه مشاركة مصرية في حصار غزة، وفي هذه المظاهرات جاءت الدعوات لقتل الرئيس المصري السابق محمد حسني مبارك، ووصف بالفرعون أيضًا. كما حملت صورًا لخالد الإسلامبولي وكتب عليها: «نحن جميعًا خالد الإسلامبولي».
في 24 سبتمبر 2008 التقى مساعد وزير الخارجية المصرية محمد هريدي بحسن رجبي القائم بمكتب رعاية المصالح الإيرانية في القاهرة. وفي هذا الاجتماع أعلن المسئول الإيراني أن طهران حظرت رسميًا تداول فيلم «إعدام الفرعون».

## في الصحافة
تناولت الصحف ووسائل الإعلام المصرية الفيلم بوجهات نظر متقاربة معادية ومعترضة على محتوى الفيلم، وهذا ظهر واضحًا في الصحف المصرية شبه الرسمية، بينما أشارت أقلام كتاب مصريين آخرين إلى أن الدولة المصرية لم تتخذ نفس الموقف مع أفلام أخرى تسيء إلى الدولة والشعب.
- في صحيفة الجمهورية، كتب رئيس تحرير الصحيفة محمد علي إبراهيم:

- في جريدة روز اليوسف، جاءت مقالة بعنوان «وقاحة إيرانية جديدة في حق مصر»، وكان فيها:

- في صحيفة المصري اليوم، كتب محمد عبد الهادي وأشار إلى أن الحكومة المصرية لم تتحرك بنفس الحدة في موقف مماثل، فقد كان فيلم روح شاكيد الإسرائيلي، والذي عرض على التلفاز الرسمي الإسرائيلي، وجاء فيه توثيق واعتراف من جنود وحدة عسكرية إسرائيلية تحمل نفس الاسم، قاموا بإعدام الأسرى من جنود مصريين عزّل.[60]
- في إيران كتب محمد حسن زاده - خبير العلاقات الدولية بوكالة مهر للأنباء - كتب مقالًا بعنوان «34 طلقة على فراعنة مصر» جاء فيه:

## شكوك
يأتي توقيت عرض الفيلم والرد المصري الذي وصف بالمبالغة في وقت تأزمت فيه العلاقات بين إيران والدول الكبرى على إثر برنامج إيران النووي المثير للشكوك. الأمر الذي دفع مراقبين إلى وصف التصعيد الرسمي المصري كجزء من خطة أميركية إسرائيلية لتهيئة الشارع المصري والعربي لضرب إيران. حيث قال النائب المصري طلعت السادات: «حسب قراءاتي فإن فيلم اغتيال السادات الحقيقي هو من إخراج أمريكي وسيناريو وحوار إسرائيلي والمنفذون أولاد من عندنا تعرضوا إلى غسيل مخ»، وجاء أيضًا في تصريحات له لصحيفة الراية القطرية: «لو كان الرئيس حياً ما التفت لمثل هذا الفيلم لأنه يؤمن بحرية الرأي والفكر والعقيدة»
أيضًا يعتقد أن لجنة تكريم شهداء الحركة الإسلامية العالمية - التي أنشأها التيار الأصولي في إيران - تهدف من وراء إنتاج الفيلم إلى إفشال جهود التيار الإصلاحي الذي يسعى إلى إعادة توطيد العلاقات الإيرانية المصرية.
على الرغم من نفي الحكومة الإيرانية ارتباطها بالمؤسسة التي أنتجت الفيلم، إلا أن مصادر ربطت بين لجنة تكريم شهداء الحركة الإسلامية والحرس الثوري الإيراني.

## 34 رصاصة للفرعون
تقوم «لجنة تكريم شهداء الحركة الإسلامية العالمية» بإنتاج «34 رصاصة لفرعون» الجزء الثاني من إعدام الفرعون. من المتوقع عرض الجزء الثاني من فيلم «إعدام الفرعون» الوثائقي بعد شهرين وسيتضمن الفيلم مقابلات مع «خبراء في العلاقات العربية الإسرائيلية» إضافة إلى مناقشة لاتفاقية كامب ديفيد.

### هوامش
1. ↑  كان خالد الإسلامبولي يحمل رتبة ملازم أول عندما اغتال السادات.

## وصلات خارجية
- تقرير قناة الجزيرة
- تقرير قناة روسيا اليوم
- هوت سبوت فيلمز، صفحة تعريفية ببرنامج «الجريمة السياسية»